# Lomatogonium chilaiensis
Lomatogonium chilaiensis là một loài thực vật có hoa trong họ Long đởm. Loài này được C.H. Chen & J.C. Wang mô tả khoa học đầu tiên năm 2000.